# Daphne albowiana
Daphne albowiana är en tibastväxtart som beskrevs av Jurij Nikolajevitj Voronov och Pobedim.. Daphne albowiana ingår i släktet tibaster, och familjen tibastväxter. Inga underarter finns listade i Catalogue of Life.

## Bildgalleri

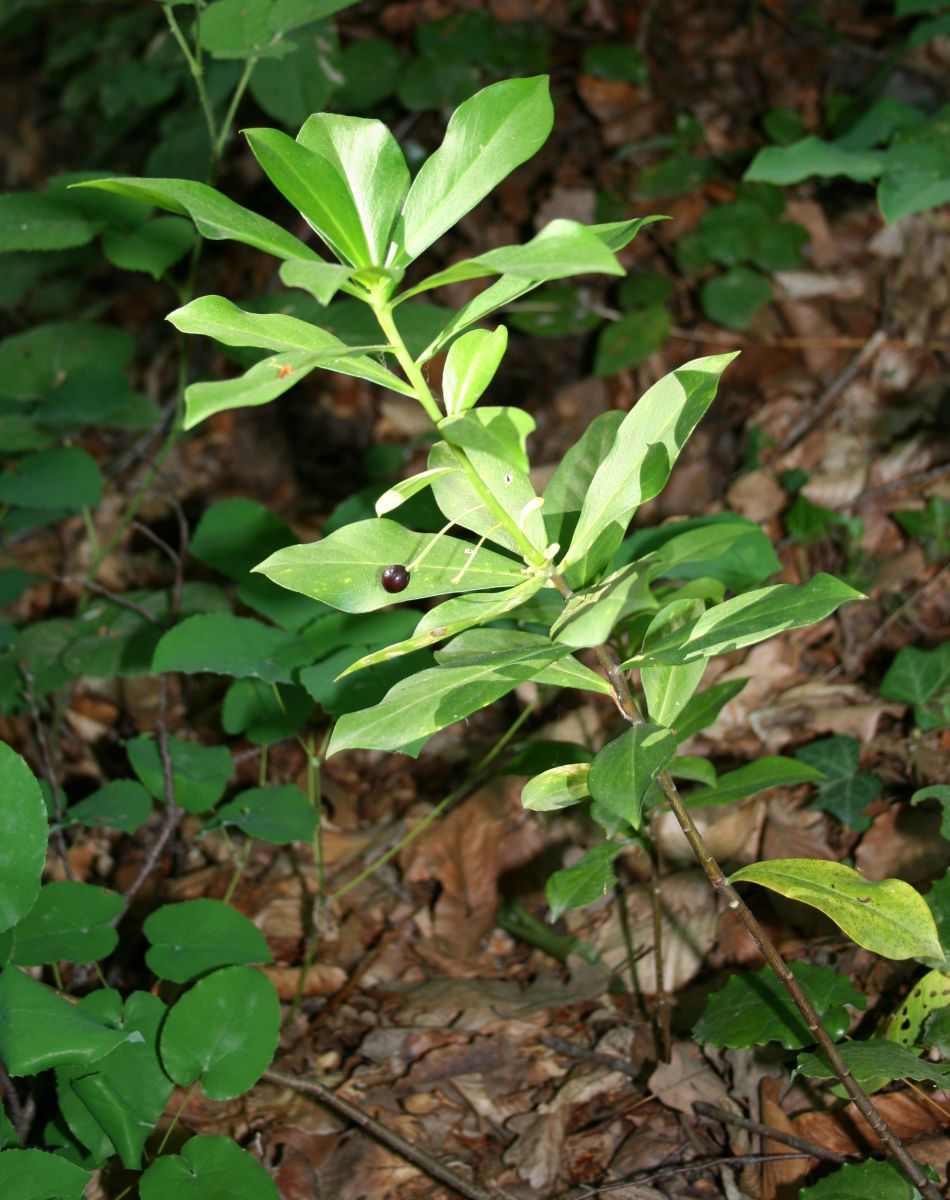